# Supercopa Libertadores
Supercopa Libertadores, též Supercopa João Havelange či Supercopa Sudamericana, byla fotbalová soutěž pořádaná od roku 1988 do roku 1997 jihoamerickou konfederací CONMEBOL. Jednalo se o pohár, jehož se mohly účastnit kluby, které v minulosti vyhrály Pohár osvoboditelů (Copa Libertadores).

## Historie
Pohár byl založen roku 1988. V té době 13 klubů někdy vyhrálo Pohár osvoboditelů. Postupně v Supercopa Libertadores přibývaly týmy, které právě vyhrály poprvé Pohár osvoboditelů. V posledním ročníku v roce 1997  byl přizván i CR Vasco da Gama jako vítěz turnaje z roku 1948, který byl vlastně předchůdcem Poháru osvoboditelů založeného v roce 1960. Celkem tak Supercopa Libertadores hrálo 18 různých klubů, z nich 10 se dostalo do finále a z nich 8 jej vyhrálo.
Vítěz Supercopa Libertadores hrál v následujícím roce s vítězem Copa Libertadores o Recopa Sudamericana.
V roce 1997 pohár skončil a v roce 1998 vznikly nové poháry Copa Mercosur (pro 5 zemí z jihu Jižní Ameriky) a Copa Merconorte (pro 5 zemí ze severu Jižní Ameriky).

## Finalisté
| Tým             | Vítěz | Finalista | Roky vítěz | Roky finalista |
| --------------- | ----- | --------- | ---------- | -------------- |
| Cruzeiro        | 2     | 2         | 1991, 1992 | 1988, 1996     |
| Independiente   | 2     | 1         | 1994, 1995 | 1989           |
| Racing          | 1     | 1         | 1988       | 1992           |
| Boca Juniors    | 1     | 1         | 1989       | 1994           |
| São Paulo       | 1     | 1         | 1993       | 1997           |
| River Plate     | 1     | 1         | 1997       | 1991           |
| Olimpia         | 1     | 0         | 1990       | —              |
| Vélez Sársfield | 1     | 0         | 1996       | —              |
| Flamengo        | 0     | 2         | —          | 1993, 1995     |
| Nacional        | 0     | 1         | —          | 1990           |